# Španjolski vrabac
Španjolski vrabac (lat. Passer hispaniolensis) je jedna od četiri europske vrste u porodici Vrabaca. Iako je raširena u cijelom arealu Sredozemnog mora, uključuje i sjever Afrike, sredozemne otoke te druge destinacije. Po navadama, načinu ishrane i mjestima gdje gradi svoja gnijezda malo se razlikuje od srodnih vrsta.  Velik je kao domaći vrabac.

## Područje rasprostranjenosti u svijetu i RH
Proteklih desetljeća nastanio je područje Balkanskog poluotoka, a rasprostranjen je također na Pirinejskom poluotoku, u Italiji, jugoistočnoj Europi, Turskoj, sjevernoj Africi, u Aziji od Irana do Kazahstana. 
U Hrvatskoj je u stalnom širenju s juga duž hrvatskog priobalja, sada već gnijezdi u Istri. Na ovom području je gnjezdarica, stanarica prisutna cijele godine.

## Veličina RH populacije
Oko 10 000 parova.

## Stanište
Za stanište najčešće odabire poljodjelska zemljišta, maslinike, vrtove, pojedinačna stabla. 

## Fenologija vrste i biologija vrste
Mužjaci se razlikuju od mužjaka vrapca po kestenjastom tjemenu i bijelim obrazima. Ženke imaju isprugane bokove, bijele obraze i tamnija leđa. Duljina tijela je 15 cm, a raspon krila 23 – 26 cm. 
Tijekom cijele godine društvene ptice. Razmnožavanje se odvija u koloniji, a parovi su monogamni. Gnijezda grade na temeljima gnijezda od drugih ptica, i to najčešće na drveću i stupovima, rijetko u grmlju ili drugoj nižoj vegetaciji. Gnijezde se početkom travnja, a tijekom jedne sezone mogu imati 2 – 3 legla, s 4 – 6 jaja. 
Hrane se uglavnom sjemenkama i beskralježnjacima, najčešće hranu traže u tlu, ali mogu povremeno i u grmlju i drveću.

## IUCN kategorija ugroženosti i zakonska zaštita
Španjolski vrabac prema Crvenoj knjizi ptica Hrvatske (Tutiš i sur. 2013.) ima kategoriju ugroženosti: najmanje zabrinjavajuća (LC) vrsta. 

## Vanjske poveznice
|  | Zajednički poslužitelj ima još gradiva o temi Španjolski vrabac |
|  | Wikivrste imaju podatke o taksonu Španjolskom vrapcu            |